# Lad (Hungria)
Lad é um município da Hungria, situado no condado de Somogy. Tem 22,35 km² de área e sua população em 2019 foi estimada em 572 habitantes.